# Melityna
Melityna – główny składnik jadu europejskiej pszczoły miodnej Apis mellifera.
Melityna stanowi ponad 50% suchej masy jadu. Jest to peptyd liniowy, składający się z 26 reszt aminokwasowych, rozpuszczalny w wodzie oraz o właściwościach amfifilowych. Wiele badań wykazało biologiczne działanie melityny jako substancji przeciwbakteryjnej, przeciwwirusowej, przeciwgrzybiczej, przeciwpasożytniczej i sugeruje, że melityna ma nieselektywną aktywność niszczącą komórki żywe oraz że działa fizycznie i chemicznie, niszcząc wszystkie błony komórkowe: prokariotyczne i eukariotyczne.

## Funkcja
Podstawową funkcją melityny jako składnika jadu pszczelego jest wywoływanie bólu i niszczenie tkanek osobników stwarzających zagrożenie dla pszczół. Jednak u pszczół miodnych melityna ulega ekspresji nie tylko w gruczole jadowym, ale także w innych tkankach po zakażeniu patogenami. Dwie cząsteczki jadu, melityna i sekapina, których geny ulegają nadmiernej ekspresji u pszczół miodnych zakażonych różnymi patogenami, prawdopodobnie wskazują na rolę melityny w odpowiedzi immunologicznej pszczół na choroby zakaźne.

## Budowa
Melityna to mały peptyd bez mostka dwusiarczkowego; jego koniec N ma charakter hydrofobowy, a koniec C jest hydrofilowy i silnie zasadowy. W wodzie tworzy tetramer, ale może również spontanicznie zintegrować się z błonami komórkowymi.
Sekwencja aminokwasów: Gly-Ile-Gly-Ala-Val-Leu-Lys-Val-Leu-Thr-Thr-Gly-Leu-Pro-Ala-Leu-Ile-Ser-Trp-Ile-Lys-Arg-Lys-Arg-Gln-Gln-NH2
Wzór strukturalny

## Mechanizm działania
Wstrzyknięcie melityny zwierzętom i ludziom powoduje uczucie bólu. Peptyd wykazuje silne działanie powierzchniowe na błony komórkowe, powodując tworzenie porów w komórkach nabłonka i niszczenie krwinek czerwonych poprzez hemolizę. Melityna aktywuje także komórki nocyceptora (receptora bólu) poprzez różne mechanizmy.
Melityna może otwierać kanały cieplne nocyceptora TRPV1 poprzez metabolity cyklooksygenazy, powodując depolaryzację komórek nocyceptorów. Tworzenie porów w komórkach powoduje uwolnienie cytokin prozapalnych. Aktywuje również otwieranie chwilowych kanałów receptora potencjału za pośrednictwem receptora sprzężonego z białkiem G. Wreszcie melityna podwyższa ekspresję genów kanałów sodowych Nav1.8 i Nav1.9 w komórce nocyceptora, powodując długottwałe wyzwalanie potencjału czynnościowego i odczuwanie bólu.

## Toksyczność
Melityna jest głównym składnikiem aktywnym jadu pszczelego, odpowiedzialnym za toksyczność użądlenia pszczoły, które u niektórych osób wywołuje reakcję anafilaktyczną. W miejscach użądleń pojawia się miejscowy ból, obrzęk i zaczerwienienie skóry, a jeśli pszczoły zostaną połknięte, może rozwinąć się zagrażający życiu obrzęk gardła i dróg oddechowych.